# Unidad de Droga y Crimen Organizado
Les Unidad de Droga y Crimen Organizado (UDYCO) (en français Unités de drogues et du crime organisé), sont des unités spécialisées de la Police Nationale espagnole sous les ordres du commissaire général de la police judiciaire. Les UDYCO sont les unités responsables de la lutte anti-drogues et anti crime organisé.

## Histoire
Dans le cadre du Plan global de lutte contre la drogue, le Conseil de ministres espagnol a créé par décret les unités en 1997. Les unités avaient comme objectif de rendre plus efficace la lutte anti-drogue au niveau national et international.

## Responsabilités et activités
Les UDYCO sont responsables de l’investigation de
- délits affectant les intérêts centraux a l’échelle nationale et internationale
- crimes liés à la mondialisation, technologies, extraterritorialité ou international

Les types de crimes qui tombent sous la responsabilité des UDYCO sont ;
- Trafic de drogue
- Recel
- Délits  de la voie publique
- Exécution de peine de liberté
- Fautes contre les intérêts généraux
- Délinquance transnationale